# Антимонид рубидия
Антимонид рубидия — бинарное неорганическое соединение
рубидия и сурьмы
с формулой RbSb,
кристаллы.

## Получение
- Сплавление в инертной атмосфере (Ar) стехиометрических количеств чистых веществ:

{\displaystyle {\mathsf {Rb+Sb\ {\xrightarrow {610^{o}C}}\ RbSb}}}

## Физические свойства
Антимонид рубидия образует кристаллы
ромбической сингонии,
пространственная группа P 212121,
параметры ячейки a = 0,7315 нм, b = 0,7197 нм, c = 1,2815 нм, Z = 8,
структура типа фосфида натрия NaP
.
Также сообщается о получении кристаллов
моноклинной сингонии,
пространственная группа P 21/c,
параметры ячейки a = 0,73566 нм, b = 0,71341 нм, c = 1,37930 нм, β = 114,28°, Z = 8,
структура типа арсенида лития LiAs
.
Соединение конгруэнтно плавится при температуре 610°С .